# Jastrzębniki (gromada w powiecie kaliskim)
Jastrzębniki – dawna gromada, czyli najmniejsza jednostka podziału terytorialnego Polskiej Rzeczypospolitej Ludowej w latach 1954–1972.
Gromady, z gromadzkimi radami narodowymi (GRN) jako organami władzy najniższego stopnia na wsi, funkcjonowały od reformy reorganizującej administrację wiejską przeprowadzonej jesienią 1954 do momentu ich zniesienia z dniem 1 stycznia 1973, tym samym wypierając organizację gminną w latach 1954–1972.
Gromadę Jastrzębniki z siedzibą GRN w Jastrzębnikach utworzono – jako jedną z 8759 gromad na obszarze Polski – w powiecie kaliskim w woj. poznańskim, na mocy uchwały nr 22/54 WRN w Poznaniu z dnia 5 października 1954. W skład jednostki weszły obszary dotychczasowych gromad Jastrzębniki, Kurza, Poklęków, Szadek, Rzegocin (Żegocin) i Zagorzyn ze zniesionej gminy Pamięcin w tymże powiecie. Dla gromady ustalono 17 członków gromadzkiej rady narodowej.
1 stycznia 1960 do gromady Jastrzębniki włączono obszar zniesionej gromady Rychnów w tymże powiecie.
1 stycznia 1962 do gromady Jastrzębniki włączono miejscowości Dębniałki i Pruszków ze zniesionej gromady Pawłówek w tymże powiecie.
Gromada przetrwała do końca 1972 roku, czyli do kolejnej reformy gminnej.